# Dino Del Bo
Rinaldo Del Bo, detto Dino (Milano, 19 novembre 1916 – Milano, 16 gennaio 1991) è stato un antifascista, partigiano e politico italiano.
Fu uno dei cosiddetti "neo-atlantici" vicini a Giovanni Gronchi.

## Biografia
Esponente di spicco delle organizzazioni universitarie fasciste di Milano, vince i Littoriali di Palermo (1938) per il GUF di Milano nella categoria "Narrativa Fascista". Collabora in posizione di fronda a riviste come Gerarchia e Dottrina fascista. Dapprima vicino alla corrente di mistica fascista, dopo l'8 settembre 1943, assieme a Teresio Olivelli, Carlo Bianchi, David Maria Turoldo, Mario Apollonio, Giovanni Barbareschi, partecipa agli incontri che porteranno alla fondazione del giornale Il Ribelle. Il giornale delle Brigate Fiamme Verdi esce quando può per 26 numeri, tra grandi rischi: infatti uno dei tipografi, Franco Rovida, e lo stesso Teresio Olivelli finiranno la loro esistenza in un campo di concentramento.
Nel secondo dopoguerra fu deputato per quattro legislature nelle file della Democrazia Cristiana e ricoprì varie cariche governative, tra cui quella di Ministro del commercio con l'estero nel secondo governo Segni. Organizzò il viaggio in URSS del presidente Gronchi. Dimessosi dalla carica di deputato nel 1963 e sostituito da Piero Malvestiti, fu poi il quinto presidente della Alta Autorità della CECA nel quadriennio 1963-1967.

## Opere
- Dino Del Bo, La preparazione spirituale dei giovani, Varese, Scuola di mistica fascista, 1936.
- Dino Del Bo, La volontà dello Stato, Milano, Garzanti, 1956., Premio Viareggio Saggistica 1957, ex aequo con Marcello Venturoli e Danilo Dolci[6]
- Dino Del Bo, L'Adamo celeste: riflessioni su cinque lettere di San Paolo, Milano, Istituto propaganda libraria, 1973.
- Dino Del Bo, Il Dio della felicità: una storia di Gesù, Milano, Rizzoli, 1975.
- Dino Del Bo, Simone Weil: dall'anarchismo alla cristianità, Milano, All'insegna del pesce d'oro, 1976.
- Dino Del Bo, Caterina da Genova: l'amore è il purgatorio, Milano, All'insegna del pesce d'oroi, 1975.
- Dino Del Bo, Le iscrizioni di Stendhal : elzeviri del tempo, Milano, Edizioni di V. Scheiwiller, 1981.